# Eduardo Fajardo
Eduardo Fajardo (Mosteiro, 1924. augusztus 14. – Mexikóváros, 2019. július 4.) spanyol (pontosabban gallego) színész, neve elsősorban spagettiwesternekből ismert, ahol rendszerint a negatív főhősöket játszotta.
Galicia tartományban született. Karrierje 1947-ben indult a La dama de armiño filmmel. Először western filmben 1965-ben szerepelt, a Gli Eroi di Fort Worth-ban. 1966-ban Franco Neróval együtt játszott Sergio Corbucci Django-jában, mely nagy sikert aratott. Neroval még játszott együtt más vadnyugati filmekben is, így A zsoldos-ban, vagy az Egy kincskereső Mexikóban c. filmben. További ismert olasz vadnyugati filmek, melyekben alakítást nyújtott a Con el Corazon en la Garganta, a Frank Mannata igaz történetében, az Arany a prérin, vagy a Kötél és arany, ez utóbbi zenéjét Ennio Morricone komponálta.
Utolsó éveit visszavonultan töltötte a dél-spanyolországi Níjarban. Családjával nyaralt Mexikóban, amikor 2019. július 4-é, helyi idő szerint hajnali 4:00-kor meghalt.

## További információk

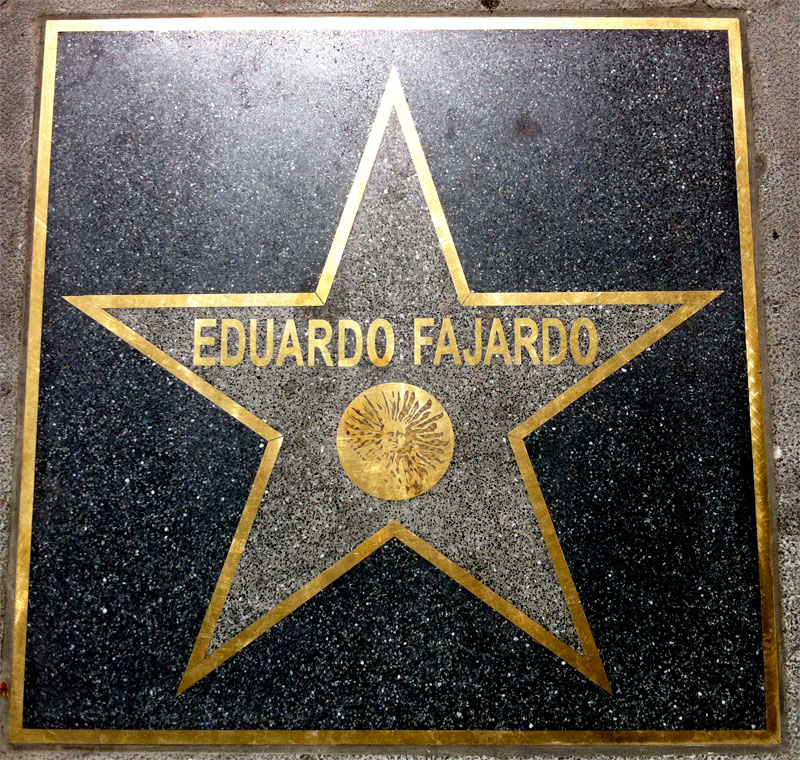
Eduardo Fajardo csillaga Almeríában